# Steinburg (Finneland)
Steinburg is een ortsteil van de Duitse gemeente Finneland in de deelstaat Saksen-Anhalt. Het dorp ligt tussen Weimar en Halle (Saale) op 209 meter hoogte. Op 1 juli 2009 werd de tot dan toe zelfstandige gemeente Steinburg onderdeel van Finneland.